# Kup Bosne i Hercegovine 2009-2010
La Kup Bosne i Hercegovine 2009-2010 è stata la decima edizione della coppa nazionale della Bosnia Erzegovina, ed è stata vinta dal Borac Banja Luka, al suo primo titolo.

## Squadre partecipanti
|            | Premijer Liga | Premijer Liga |
| ---------- | --- | --- |
| 1º livello | Borac Banja Luka Čelik Zenica Laktaši Leotar Modriča Olimpik Sarajevo Rudar Prijedor Sarajevo Slavija Sloboda Tuzla Široki Brijeg Travnik Velež Mostar Zrinjski Mostar Zvijezda Gradačac Željezničar | Borac Banja Luka Čelik Zenica Laktaši Leotar Modriča Olimpik Sarajevo Rudar Prijedor Sarajevo Slavija Sloboda Tuzla Široki Brijeg Travnik Velež Mostar Zrinjski Mostar Zvijezda Gradačac Željezničar |
|            | 1. liga FBiH | 1. liga Republike Srpske |
| 2º livello | Jedinstvo Bihać Posušje Rudar Kakanj | BSK Banja Luka Kozara Proleter Teslić Sloboda Novi Grad Sloga Doboj Sutjeska Foča |
|            | Federazione BiH | Repubblica Srpska |
| 3º livello | Bosna Sarajevo Krajina Cazin Radnik Hadžići Radnik Lipnica Sloga Uskoplje Turbina Jablanica | nessuna |
| 4º livello | Mladost Donji Svilaj | nessuna |

## Sedicesimi di finale
| Squadra 1       | Risultato       | Squadra 2            |
| --------------- | --------------- | -------------------- |
| 08.09.2009      |                 |                      |
| Modriča         | 7 - 1           | Sloboda Novi Grad    |
| 15.09.2009      |                 |                      |
| Proleter Teslić | 2 - 3           | Leotar               |
| Željezničar     | 1 - 0           | Bosna Sarajevo       |
| 16.09.2009      |                 |                      |
| Borac           | forfait         | Posušje              |
| Rudar Prijedor  | 4 - 1           | Sutjeska Foča        |
| Laktaši         | 0 - 2           | Sloga Doboj          |
| Velež           | 4 - 0           | BSK Banja Luka       |
| Travnik         | 2 - 1           | Jedinstvo Bihać      |
| Rudar Kakanj    | 0 - 2           | Sloboda Tuzla        |
| Kozara          | 0 - 4           | Široki Brijeg        |
| Slavija         | 2 - 0           | Turbina Jablanica    |
| Sarajevo        | 4 - 0           | Radnik Hadžići       |
| Olimpik         | 4 - 2           | Radnik Lipnica       |
| Sloga Uskoplje  | 2 - 2 (6-5 dtr) | Zvijezda             |
| Zrinjski        | 4 - 0           | Mladost Donji Svilaj |
| 23.09.2009      |                 |                      |
| Čelik           | 4 - 2           | Krajina Cazin        |

## Ottavi di finale
| Squadra 1      | Totale      | Squadra 2      | Andata     | Ritorno    |
| -------------- | ----------- | -------------- | ---------- | ---------- |
|                |             |                | 30.09.2009 | 21.10.2009 |
| Modriča        | 2 - 3       | Sloga Doboj    | 1 - 2      | 1 - 1      |
| Čelik          | 1 - 3       | Slavija        | 1 - 0      | 0 - 3      |
| Travnik        | 1 - 3       | Sloboda Tuzla  | 1 - 1      | 0 - 2      |
| Sloga Uskoplje | 1 - 3       | Rudar Prijedor | 1 - 2      | 0 - 1      |
| Velež          | 1 - 2       | Željezničar    | 0 - 0      | 1 - 2      |
| Leotar         | 4 - 0       | Olimpik        | 3 - 0      | 1 - 0      |
| Sarajevo       | 1 - 1 (gfc) | Zrinjski       | 1 - 1      | 0 - 0      |
| Borac          | 3 - 1       | Široki Brijeg  | 2 - 0      | 1 - 1      |

## Quarti di finale
| Squadra 1   | Totale | Squadra 2       | Andata     | Ritorno    |
| ----------- | ------ | --------------- | ---------- | ---------- |
|             |        |                 | 28.10.2009 | 11.11.2009 |
| Sloga Doboj | 0 - 3  | Zrinjski Mostar | 0 - 2      | 0 - 1      |
| Slavija     | 2 - 1  | Sloboda Tuzla   | 2 - 0      | 0 - 1      |
| Leotar      | 0 - 4  | Borac           | 0 - 3      | 0 - 1      |
| Željezničar | 3 - 0  | Rudar Prijedor  | 3 - 0      | 0 - 0      |

## Semifinali
| Squadra 1   | Totale | Squadra 2 | Andata     | Ritorno    |
| ----------- | ------ | --------- | ---------- | ---------- |
|             |        |           | 24.03.2010 | 14.04.2010 |
| Slavija     | 2 - 3  | Borac     | 2 - 2      | 0 - 1      |
| Željezničar | 4 - 2  | Zrinjski  | 3 - 1      | 1 - 1      |

## Finale
Il Borac vince il trofeo grazie alla regola dei gol in trasferta.
| Arbitro: | Edin Jakupović (Bihać) |

| |            | |
| Vukelja 11’ | Marcatori  | 83’ Višća |
| Sušac Stupar Trivunović Ćorić Žarić Sakan Stančeski Stevanović (65' Vukobratović) Jandrić (86' Petrović) Kajkut Vukelja | Formazioni | Šehić Bajić Radovanović Mešić Kerla Ćulum Svraka (46' Višća) Bučan (65' Stanić) Bekrić M. Bešlija (86' Perak) Popović |
| Zoran Marić | Allenatori | Amar Osim |

| Arbitro: | Dragan Skakić (Bosanska Gradiška) |

| |            | |
| Višća 49’ Bešlija 55’ | Marcatori  | 6’ Stevanović 26’ Kajkut |
| Šehić (72' Rovčanin) Šimić Radovanović (30' Višća) Bajić Mešić Svraka Čulum Bešlija Bekrić (72' Mešanović) Popović Bučan | Formazioni | Knežević Stupar Žarić Petrić (17' Damjanović) Trivunović Sakan Jandrić (90' Ćorić) Stančeski Stevanović Vukelja Kajkut (83' Vukobratović) |
| Amar Osim | Allenatori | Zoran Marić |